# 中关村通州园管理委员会
39°51′42″N 116°42′48″E / 39.86158°N 116.71323°E
中关村通州园管理委员会是北京市通州区人民政府的一个部门。

## 领导
2021年2月，本机构的领导为：
- 石宇：园区管委会党组成员。工作分工：负责张家湾设计小镇建设工作，组建专班，成立设计小镇建设办公室
- 李墨军：园区管委会党组成员。工作分工：分管新组建的联络二办；负责联系统筹北京国家环保产业园区、物流园区、高端总部基地、光机电一体化产业基地相关工作，并负责联系协调以上园区所在乡镇政府；协助郭枫同志联系协调亦庄经济技术开发区
- 张留树：园区管委会党组成员。工作分工：分管新组建的联络一办；负责联系统筹通州经济开发区南区、开发区北区、永乐经济开发区、聚福苑产业园区、国际种业科技园区等相关工作，并负责联系协调以上园区所在乡镇政府
- 赵正胜：园区管委会党组成员。工作分工：负责园区所属公司改革整合工作
- 杨建路：园区管委会党组成员。工作分工：负责国家网络信息安全产业园建设工作，组建专班，成立网络信息安全产业园建设办公室
- 郭枫：园区管委会党组成员、常务副主任。工作分工：协助苏国斌、张洪亮同志开展工作。负责中关村科技园区通州园管委会整体业务工作。负责规划建设、科技创新、产业促进、科技金融、人才服务、招商引资、投资促进、财务管理等方面工作
- 张洪亮：党组书记。工作分工：协助苏国斌同志开展工作。研究决定管委会重大事项； 负责干部队伍建设工作； 党风廉政建设第一责任人。分管办公室、党群工作处

## 机构设置
2021年2月，本机构下设：
- 产业发展科
- 综合办公室
- 管理规划科